# IC 2365
IC 2365 је спирална галаксија у сазвјежђу Рак која се налази на листи објеката дубоког неба у Индекс каталогу.
Деклинација објекта је + 27° 50' 26" а ректасцензија 8h 26m 18,0s. Привидна величина (магнитуда) објекта IC 2365 износи 13,7 а фотографска магнитуда 14,7. IC 2365 је још познат и под ознакама IC 2366, UGC 4402, MCG 5-20-14, CGCG 149-25, NPM1G +28.0125, near Phi1 Cnc, PGC 23673.